# Reinhold Hensel
Reinhold Friedrich Hensel (* 1. September 1826 in Adelnau bei Brieg; † 6. November 1881 in Oppeln) war ein deutscher Zoologe (Mammalogie) und Paläontologe.

## Leben
Hensel ging in Breslau auf das Gymnasium zu St. Elisabeth (Abitur 1846) und studierte dort Zoologie. Er wurde 1852 in Breslau mit der Dissertation Das leitende Princip der systematischen Zoologie (erschienen als Die Bedeutung der Entwicklungsgeschichte für die systematische Zoologie) promoviert, wobei er Thesen von Ernst Haeckel zur Parallelität von Ontogenese und Phylogenese vorwegnahm. 1850 bis 1860 war er Lehrer für Naturwissenschaft an höheren Schulen in Berlin. Daneben befasste er sich weiter mit Zoologie, insbesondere betrieb er vergleichende Studien zu den Schädeln einheimischer Säugetiere (besonders Fleischfressern) und erwarb sich den Ruf eines ausgezeichneten Kenners der Zähne und Skelette von Säugetieren (auch fossiler Säuger). Da er schon länger an Herzproblemen litt, zog es ihn in die Natur und er nahm das Angebot der Akademie der Wissenschaften in Berlin an, als Zoologe für Sammeltätigkeiten nach Südbrasilien zu gehen, in die Nähe der dort bestehenden deutschen Kolonie in Porto Alegre (Provinz Rio Grande do Sul). Seine Sammlung von Säugetierschädeln schickte er an das Naturkundemuseum in Berlin, eine geplante Reise weiter nach Süden nach Paraguay, wo er auch die reichen fossilen Säugetierfundstellen besuchen wollte, kam wegen des Tripel-Allianz-Krieges nicht zustande. Seine Erkenntnisse veröffentlichte er in einer Reihe von Aufsätzen bis 1872 (Abhandlungen der Akademie, Zoologischer Garten, Troschels Archiv für Naturgeschichte, Zeitschrift der Gesellschaft für Erdkunde) 1867 wurde er Professor für Zoologie an der Forstakademie von Proskau. Bei Auflösung der Forstakademie 1881 ging er in den Ruhestand, er starb aber bald darauf an seiner Herzkrankheit nach mehreren Schlaganfällen.

## Ehrungen
Im Jahr 1853 wurde er zum Mitglied der Deutschen Akademie der Naturforscher Leopoldina gewählt.

## Schriften
- Die Bedeutung der Entwicklungsgeschichte für die systematische Zoologie. Nischkowsky, Breslau 1852.
- Übersicht der fossilen und lebenden Säugetiere Schlesiens. Denkschriften Schlesische Gesellschaft zu Breslau 1853, S. 239–250.
- Beiträge zur Kenntnis fossiler Säugetiere, Insectenfresser und Nagethiere der Diluvialformation. In: Zeitschrift der deutschen geologischen Gesellschaft, Band 7, 1855, 458–501, Band 8, 1856, S. 279–290, 660–702.
- Über Hipparion mediterraneum. In:  Abhandlungen. Königliche Akademie der Wissenschaften Berlin 1860.
- Beiträge zur näheren Kenntniß der brasilianischen Provinz São Pedro do Rio Grande do Sul. In: Zeitschrift der Gesellschaft für Erdkunde zu Berlin. 2. Band. Reimer, Berlin 1867, S. 227–269, 342–376, Tafel III Die deutschen Colonien im Urwald der Brasilianischen Provinz Rio Grande do Sul (Commons).
- Beiträge zur Kenntnis der Säugetiere Süd-Brasiliens. In: Berliner Akademische Abhandlungen, Berlin: Dümmler 1872, S. 1–132.
- Singende Meerschweinchen. In: Der Zoologische Garten, Band 19, Frankfurt 1878, S. 184–186.
- Über Homologien und Varianten in den Zahnformeln einiger Säugetiere. In: Gegenbaur’s morphologisches Jahrbuch, Band 5, 1879, S. 529–561.